# Frederick Coffin
Frederick D. Coffin, född 16 januari 1943, död 31 juli 2003, var en amerikansk skådespelare. Han växte upp i Detroit, Michigan, son till aktrisen Winifred Deforest Coffin. Under sin karriär medverkade han i mer än ett dussin filmer, ett femtiotal TV-serier och ett tjugotal TV-filmer. Han dog i lungcancer 2003, 60 år gammal.

## Filmografi i urval
- 1974 – King Lear
- 1977 – Secret Service
- 1986 – Vittnet i fönstret
- 1986 – Överlagt mord
- 1988 – Skjut för att döda
- 1989 – Den långa färden
- 1990 – Hard to Kill
- 1990 – Flight 1501 har störtat
- 1991 – V.I. Warshawski - kvinna med rätt att döda
- 1994 – Mörk hemlighet
- 1994 – Dragstrip Girl
- 1995 – Linje Lusta
- 1996 – Andersonville